# Leopold Wohlrab
Leopold Wohlrab (Vienna, 22 marzo 1912 – 5 gennaio 1981) è stato un pallamanista austriaco.

## Palmarès

### Olimpiadi
- Argento a Berlino 1936 nella pallamano.